# Síndrome de contusión centromedular
El síndrome de contusión centromedular, también llamado síndrome de Schneider, y descripto por él en 1954. se produce a consecuencia de un traumatismo en la región cervical de la columna vertebral, sobre todo en relación con movimientos de hiperextensión como los producidos al caerse por las escaleras, en un accidente de moto o, en general, en impactos sobre la cara. Es típica de pacientes ancianos.

## Clínica
Dependiendo de la magnitud del traumatismo, puede aparecer desde paresia de miembros superiores, conservando la funcionalidad de miembros inferiores, hasta una tetraparesia de predominio en miembros superiores. Esto se explica porque las fibras del haz corticoespinal están ordenadas en la médula de forma que las cervicales son las más internas.

## Diagnóstico y tratamiento
El diagnóstico es fundamentalmente clínico ya que es difícil ver la contusión mediante resonancia magnética. En cuanto al tratamiento, se basa en el reposo cervical y la fisioterapia. En los casos más graves pueden utilizarse corticoides.